# Покривник західний
Покривни́к західний (Sipia nigricauda) — вид горобцеподібних птахів родини сорокушових (Thamnophilidae). Мешкає в Колумбії і Еквадорі.

## Опис
Довжина птаха становить 14 см, вага 22-23 г. Самці мають рівномірно темно-сіре забарвлення, на спині між крилами у них є малопомітна біла пляма. Хвіст чорний. Покривні пера крил чорнуваті, поцятковані дрібними, однак помітними білими плямками. Райдужки яскраво-червоні. Самиці мають подібне забарвлення, однак спина, надхвістя і крила у них каштанові, поцятковані дрібними охристими плямками. Горло поцятковане світлими плямками або лускоподібним візерунком, живіт охристо-коричневий.

## Поширення і екологія
Західні покривники мешкають на західних схилах Анд в Колумбії (на південь від центрального Чоко) і Еквадору (на південь до Ель-Оро). Вони живуть в підліску вологих рівнинних і гірських тропічних лісів, переважно в передгір'ях. Зустрічаються парами, на висоті від 150 до 1500 м над рівнем моря, переважно на висоті від 400 до 1100 м над рівнем моря. На більш низьких висотах над рівнем моря цей вид змінює узлісний покривник. Західні покривники живляться комахами та іншими безхребетними, яких шукають в підліску, серед повалених дерев і в ярах, на висоті до 1 м над землею. Іноді вони приєднуються до змішаних зграй птахів разом з каштановими покривниками і слідкують за кочовими мурахами.